# Municipio de Butler (condado de Richland)
El municipio de Butler (en inglés: Butler Township) es un municipio ubicado en el condado de Richland en el estado estadounidense de Ohio. En el año 2010 tenía una población de 1205 habitantes y una densidad poblacional de 18,25 personas por km².

## Geografía
El municipio de Butler se encuentra ubicado en las coordenadas 40°56′52″N 82°27′41″O / 40.94778, -82.46139. Según la Oficina del Censo de los Estados Unidos, el municipio tiene una superficie total de 66.03 km², de la cual 65,89 km² corresponden a tierra firme y (0,21 %) 0,14 km² es agua.

## Demografía
Según el censo de 2010, había 1205 personas residiendo en el municipio de Butler. La densidad de población era de 18,25 hab./km². De los 1205 habitantes, el municipio de Butler estaba compuesto por el 98,42 % blancos, el 0,58 % eran afroamericanos, el 0,33 % eran amerindios, el 0,17 % eran de otras razas y el 0,5 % eran de una mezcla de razas. Del total de la población el 1,74 % eran hispanos o latinos de cualquier raza.